# Jake One
Jacob Dutton (Seattle, Washington, SAD, 1976.), bolje poznat po svom umjetničkom imenu Jake One je američki producent i tekstopisac.

## Životopis
Jake One je rođen kao Jacob Dutton, 1976. godine u Capitol Hillu, najnaseljenijem dijelu Seattlea, Washingtona. Kad je napunio petnaest godina preselio se u sjeverni dio Seattlea. Pohađao je sveučilište u Washingtonu, a u međuvremenu je snimao pjesme s DJ-em Mr. Supremeom za diskografsku kuću Conception Records. Prvu pjesmu je producirao za grupu Eclipse koja se zove "World Premier". Uzori su mu bili Pete Rock, Dr. Dre, DJ Premier i Marley Marl.

## Diskografija
Nezavisni albumi
- White Van Music (2008.)

Zajednički albumi
- The Stimulus Package (2010.)
- Patience (2010.)

## Vanjske poveznice
- Jake One na Twitteru
- Jake One na MySpaceu
- Jake One na Discogsu